# Arvis Vilkaste
Arvis Vilkaste est un bobeur letton né le 8 avril 1989 en Lettonie. Il a remporté avec Daumants Dreiškens, Oskars Melbārdis et Jānis Strenga la médaille d'argent de l'épreuve du bob à quatre aux Jeux olympiques de 2014, à Sotchi, en Russie.

## Palmarès

### Jeux Olympiques
- : médaillé d'or en bob à 4 aux JO 2014.

### Championnats monde
- : médaillé d'or en bob à 4 aux championnats monde de 2016.
- : médaillé d'argent en bob à 4 aux championnats monde de 2019.
- : médaillé dde bronze en bob à 4 aux championnats monde de 2015.

### Coupe du monde
- 24 podiums  : 
  - en bob à 4 : 9 victoires, 9 deuxièmes places et 6 troisièmes places.

#### Détails des victoires en Coupe du monde
| Édition   | Bob à 2 | Bob à 4                                    |
| 2012-2013 |         | Sotchi                                     |
| 2013-2014 |         | Saint-Moritz Igls                          |
| 2014-2015 |         | Calgary Saint-Moritz La Plagne Igls Sotchi |
| 2016-2017 |         | Igls                                       |